# Ceratopogon culicoidithorax
Ceratopogon culicoidithorax är en tvåvingeart som beskrevs av Hoffman 1926. Ceratopogon culicoidithorax ingår i släktet Ceratopogon och familjen svidknott. Inga underarter finns listade i Catalogue of Life.